# Gene Rayburn
Gene Rayburn (22 de diciembre de 1917 – 29 de noviembre de 1999) fue un presentador radiofónico y televisivo de nacionalidad estadounidense. 

## Primeros años
Su verdadero nombre era Eugene Rubessa, y nació en Christopher, Illinois. Único hijo de una pareja de inmigrantes croatas, se graduó en la Robert Lindblom Math & Science Academy y posteriormente en el Knox College. Siendo estudiante en Lindblom actuó en obras de teatro como  "Robert of Sicily" y "Mrs. Wiggs of the Cabbage Patch."
Rayburn se casó con Helen Ticknor en 1940, permaneciendo la pareja unida hasta fallecer ella en octubre de 1996. Tuvieron una hija, Lynn. Tras nacer su hija, Rayburn se alistó en la Fuerza Aérea de los Estados Unidos.

## Carrera radiofónica
Antes de trabajar en la televisión, Rayburn fue un actor y artista radiofónico de éxito. Tuvo populares shows en horario central en la ciudad de Nueva York, primero con Jack Lescoulie (Anything Goes) y después con Dee Finch (Rayburn & Finch) en la WNEW-AM (actual WBBR). Los historiadores de la radio aseguran que los emparejamientos de Rayburn con Lescoulie y con Finch fueron los primeros dúos masculinos de las mañanas radiofónicas. Cuando Rayburn dejó WNEW, Dee Finch siguió el formato con Gene Klavan.
Rayburn también actuó en el teatro musical representado en el circuito de Broadway Bye Bye Birdie, tras dejar Dick Van Dyke la producción para trabajar en su propio show.

## Carrera televisiva
Rayburn debutó en televisión como el locutor original de The Tonight Show, en la época en que fue presentado por Steve Allen. De ese modo, Gene Rayburn empezó en 1953 una larga asociación con los productores de concursos Mark Goodson y Bill Todman. Así, intervino en el show presentado por Robert Q. Lewis The Name's the Same. En 1955 fue presentador sustituto veraniego del programa de Jim McKay Make the Connection. A partir de entonces presentó shows como Choose Up Sides, Dough Re Mi, y la versión matinal de Tic Tac Dough (la cual, a diferencia del show nocturno presentado por Jay Jackson, no estaba afectado por los escándalos de los concursos). En la radio Rayburn fue uno de los varios presentadores del programa de la NBC Monitor en 1961, siguiendo con el show hasta 1973.
En un papel sin créditos (al parecer él no habría querido que apareciera su nombre), Rayburn interpretó a un entrevistador televisivo en el film de 1959 It Happened to Jane, protagonizado por Doris Day. Esta actuación se mencionó posteriormente en un episodio de Match Game (1977) y en una actuación como artista invitado en Card Sharks.
Rayburn también fue con frecuencia panelista en las décadas de 1960 y 1970 en los shows What's My Line? y To Tell the Truth, demostrando las aptitudes como entrevistador que exhibía en Monitor.

## The Match Game
Entre 1962 y 1969 Rayburn presentó Match Game, en la versión original emitida desde Nueva York por la NBC. El show se canceló en 1969 para dar cabida a un concurso de corta trayectoria, Letters to Laugh-In.
Goodson y Todman revivieron The Match Game en 1973, en esta ocasión para la CBS. Gene Rayburn volvió como presentador, iniciando un nuevo formato en el que dos concursantes se enfrentaban a preguntas de seis celebridades. El guionista Dick DeBartolo, veterano del show original, hizo que las preguntas fueran más divertidas y traviesas. El resultado fue que la audiencia fue de millones de espectadores, convirtiéndose en el show en franja matinal y de mediodía más visto de la historia de la televisión. 
Desde 1973 a 1977 el show fue el número 1 entre los concursos de su franja horaria – y en tres de esos años fue el programa más visto de todos los de su horario -  gracias a las preguntas y al estilo de Rayburn. El show se recuerda a menudo más por las actuaciones de Rayburn que por las de las estrellas invitadas.  
The Match Game tuvo en esa etapa entre sus panelistas regulares a Richard Dawson, Brett Somers y Charles Nelson Reilly, y se emitió hasta 1979 en la CBS, y otros tres años en redifusión, a la par que existía una versión nocturna, Match Game PM, emitida entre 1975 y 1980. Rayburn fue nominado por su trabajo de presentador en este show a dos Premios Emmy. 
En los años en que The Match Game se producía en Los Ángeles, Rayburn vivía en Osterville, Massachusetts, en Cabo Cod, y debía viajar a California cada dos semanas  para grabar 12 shows en el transcurso de un fin de semana (cinco shows de diario  y uno nocturno por día de trabajo).
En 1983, un año después de desaparecer Match Game en redifusión, el show volvió como parte de la Match Game-Hollywood Squares Hour, con Rayburn presentando el segmento del Match Game. Este programa se mantuvo nueve meses en la NBC.
Durante su período en la Fuerza Aérea, Rayburn recibió entrenamiento en meteorología, conocimientos que ocasionalmente demostraba en Match Game.

## Otros concursos y actuaciones televisivas
Durante y entre sus años en Match Game, Rayburn fue panelista invitado en otros dos shows de Mark Goodson y Bill Todman, What's My Line? y To Tell the Truth. También durante su período en Match Game en los años setenta, Gene y su esposa intervinieron en el concurso Tattletales, presentado por Bert Convy. Tres años después de ser cancelado el original Match Game, Rayburn presentó el show de corta trayectoria de Heatter-Quigley Productions Amateur's Guide to Love (1972). Además, en 1983 presentó un piloto para Reg Grundy Productions titulado Party Line, posteriormente conocido como Bruce Forsyth's Hot Streak.
Rayburn actuó como concursante durante un torneo de presentadores de concursos en la versión original de Card Sharks en 1980, y también fue una ocasional estrella invitada en Password Plus durante varias semanas entre 1980 y 1982.
Para la ficción, Rayburn fue un presentador de concursos en la serie televisiva La Isla de la Fantasía, en un papel en el que competía con otro presentador por el amor de una mujer.
Rayburn había sido presentador de un show local, con base en la emisora de Nueva York WNEW-TV (actual WNYW), Helluva Town, y en los períodos entre sus programas en 1982-83 volvió a WNEW para presentar un show semanal de carácter local titulado Saturday Morning Live. Su período fue breve, al aceptar finalmente presentar The Match Game/Hollywood Squares Hour.
Los últimos concursos presentados por Rayburn fueron  Break the Bank (1985), show del cual Rayburn fue despedido tras 13 semanas de trabajo y reemplazado por Joe Farago, y The Movie Masters, un programa por cable de American Movie Classics que se emitió entre 1989 y 1990.
Justo antes de que empezara a producirse un nuevo Match Game presentado por Rayburn en 1985, un reportero de Entertainment Tonight descubrió públicamente la edad del presentador, que era mayor de lo que mucha gente pensaba. A partir de ese momento Rayburn tuvo problemas para encontrar trabajo, culpando de ello al reportero y quejándose de ser sometido a una discriminación por edad. 
Rayburn intervino en 1990 como él mismo en un sketch de Saturday Night Live en el que actuaba Susan Lucci (como su personaje en All My Children, Erica Kane), Don Pardo y Phil Hartman. En los últimos años ochenta y en los noventa siguió interviniendo en talk shows, usualmente para hablar de concursos clásicos, siendo algunos de esos programas The Late Show with Ross Shafer, Vicki! y Maury.

## Fallecimiento
La última actuación televisiva de Rayburn tuvo lugar en 1998 para el programa Access Hollywood, estando prevista para coincidir con el 25º aniversario del show de la CBS Match Game. 
Gene Rayburn falleció en el domicilio de su hija en Gloucester, Massachusetts, a causa de una insuficiencia cardiaca el 29 de noviembre de 1999. Un mes antes había recibido el Premio a una Trayectoria, concedido por la Academia de Artes y Ciencias de la Televisión. Sus restos fueron incinerados y las cenizas dispersadas en el jardín de la casa de su hija.